# Anguillanische Fußballnationalmannschaft
Die anguillanische Fußballnationalmannschaft ist die Fußballnationalmannschaft des britischen Überseegebietes Anguilla in der Karibik. Sie zählt zu den schwächsten Teams des Kontinentalverbandes CONCACAF. Bisher gelang es der Mannschaft noch nicht, sich für den CONCACAF Gold Cup oder die Endrunde der Fußball-Weltmeisterschaft zu qualifizieren.

## Turniere

### Weltmeisterschaft
- 1930 bis 1998 – nicht teilgenommen
- 2002 – Die erste Teilnahme an einem FIFA-Weltturnier verzeichnete Anguilla bei der Qualifikation zur Fußball-Weltmeisterschaft 2002 in Südkorea und Japan. In der ersten Runde der CONCACAF-Zone spielte die Mannschaft in der Karibikzone 3 gegen die Fußballnationalmannschaft der Bahamas. Am 5. März 2000 schlugen die Bahamas Anguilla mit 3:1 in The Valley (Anguilla). Zwei Wochen später unterlag Anguilla erneut mit 1:2 in Nassau (Bahamas). Damit war die Mannschaft bereits in der ersten Runde ausgeschieden.
- 2006 – Bei der Qualifikation zur Fußball-Weltmeisterschaft 2006 in Deutschland musste Anguilla gegen die Fußballnationalmannschaft der Dominikanischen Republik antreten. In Santo Domingo (Dominikanische Republik) gelang der Mannschaft ein Achtungserfolg, das Spiel endete 0:0. Doch das Rückspiel wurde deutlich mit 0:6 verloren und Anguilla schied aus.
- 2010 – Im Rahmen der Qualifikation zur Fußball-Weltmeisterschaft 2010 in Südafrika traf das Team in der ersten Runde der CONCACAF-Zone auf die Nationalmannschaft aus El Salvador. Im Hinspiel gewann El Salvador am 6. Februar 2008 in San Salvador (El Salvador) mit 12:0. Das Rückspiel am 26. März 2008 im RFK-Stadium in Washington, D.C. (Vereinigte Staaten) endete 0:4 aus Sicht Anguillas, was das vorzeitige Ausscheiden aus der WM-Qualifikation bedeutete.
- 2014 – In der ersten CONCACAF-Vorrunde zur WM-Qualifikation für das Turnier in Brasilien 2014 schied das Team mit 0:2 und 0:4 gegen die Mannschaft der Dominikanischen Republik aus.
- 2018 – In der Qualifikation zur WM 2018 in Russland schied die Mannschaft in der ersten Runde im März 2015 mit 0:5 und 0:3 gegen die Mannschaft der Nicaragua aus.
- 2022 –  In der Qualifikation traf die Mannschaft in der ersten Runde auf Panama, Dominikanische Republik, Barbados sowie auf Dominica. Mit vier Niederlagen schied die Mannschaft aus.
- 2026 – In der Qualifikation zur WM 2026 in Kanada, Mexiko und den USA traf die Mannschaft in der ersten Runde im März 2024 auf die Fußballnationalmannschaft der Turks- und Caicosinseln. Nach zwei Remis musste das Elfmeterschießen entscheiden, das mit 4:3 gewonnen wurde. In der zweiten Runde im Juni 2024 und Juni 2025 waren Suriname, El Salvador, Puerto Rico und St. Vincent und die Grenadinen die Gegner. Da die vier Spiele verloren wurden, wurde als Gruppenletzter die dritte Runde verpasst.

### CONCACAF Gold Cup
- 1991 bis 2002 – nicht qualifiziert
- 2003 – nicht teilgenommen
- 2005 – zurückgezogen
- 2007 bis 2025 – nicht qualifiziert

### Karibikmeisterschaft
- 1989 bis 1990 – nicht teilgenommen
- 1991 bis 1998 – nicht qualifiziert
- 1999 – Zurückgezogen
- 2001 – nicht qualifiziert
- 2005 – Zurückgezogen
- 2007 bis 2017 – nicht qualifiziert

## Trainer
- Vernon Hodge (2003–2006)
- Kerthney Carty (2008)
- Colin Johnson (2008)
- Scott Cooper (2009–2010)
- Colin Johnson (2011–2012)
- Collin Clarence Patrick (2014)
- Ryszard Orlowski (2015)
- Leon Jeffers (2016)
- Nigel Connor (2018–2020)
- Stern John (2020–2022)
- Nigel Connor (2022–2024)
- Keith Jeffrey (seit 2024)